# Tomás, o Presbítero
Tomás, o Presbítero foi um jacobita do Médio Oriente que viveu no século VII, conhecido por ser o autor de vários escritos anti-calcedonianos em siríaco que estão guardados na Biblioteca Britânica de Manuscritos Siríacos. Esses escritos dão uma perspetiva duma testemunha ocular dos eventos que ocorreram no Iraque em meados do século VII.
| “ | No ano 947 (635-636), indicção 9, os Árabes invadiram toda a Síria e foram à Pérsia e conquistaram-na. Os Árabes subiram à montanha de Mardin e ali mataram muitos monges dos mosteiros de Cedar e Bnata. Ali morreu o homem abençoado Simão, porteiro de Cedar, irmão de Tomás, o padre. [...] ... e muitas aldeias foram arrasadas pela matança dos Árabes de Muhmd e muitas pessoas foram chacinadas e feitas prisioneiras da Galileia até Bete. No vigésimo-sexto [dia] de maio o Sacilara saiu das imediações de Homs e os Romanos perseguiram-nos [os Árabes]. No décimo de agosto os Romanos fugiram das vizinhanças de Damasco e ali foram mortas muitas pessoas, cerca de dez mil. E na viragem do ano os Romanos chegaram. No vigésimo de agosto no ano novecentos e quarenta e sete eles concentraram-se em Gabita uma multidão de Romanos, e muitas pessoas dos Romanos foram mortas, cerca de cinquenta mil. | ” |